# Juan David Agudelo
Juan David Agudelo (Bogotá, 11 de enero de 1982) es un actor, modelo y presentador de televisión colombiano.

## Carrera
En el 2008 inicia su carrera actoral en la serie colombiana Padres e hijos producida por Colombiana de Televisión.
En el 2009 se dio a conocer internacionalmente con la telenovela Niños ricos pobres padres de Telemundo y R.T.I.
En 2010 actuó en la telenovela de Telemundo El Clon y finalizó las grabaciones de su participación en La reina del Sur.
En 2011 participa en la miniserie El corazón del océano y realiza su primer proyecto con el Canal Caracol llamado Primera dama.
En 2013 hizo parte del equipo de celebridades en el reality show Desafío 2013: África, el origen para el canal Caracol; y a finales del mismo año aparece en pantalla en la novela del canal RCN Mamá también.

## Trayectoria

### Televisión
| Año  | Título                    | Personaje                       |
| ---- | ------------------------- | ------------------------------- |
| 2021 | Café con aroma de mujer   | Bernardo Vallejo                |
| 2019 | Enfermeras                | Mario                           |
| 2018 | Distrito salvaje          |                                 |
| 2018 | La ley del corazón        | Mateo Zaragoza                  |
| 2018 | Garzón vive               |                                 |
| 2017 | Infieles                  |                                 |
| 2017 | Hermanos y hermanas       |                                 |
| 2016 | Hilos de sangre azul      | Mateo Iiregui                   |
| 2016 | Tu voz estéreo            | Rafael                          |
| 2016 | Mujeres al límite         | Orlando                         |
| 2013 | ¿Quién eres tú?           | Federico Vargas                 |
| 2013 | Mamá también              | Samuel                          |
| 2012 | Historias clasificadas    | Primo (Ep: La toma del palacio) |
| 2011 | Primera dama              | Diego Santander                 |
| 2011 | El corazón del océano     | Fray Carrillo                   |
| 2011 | Terapia de pareja         | Pablo (joven)                   |
| 2011 | Tu voz estéreo            | Episodio "Gigoló a domicilio"   |
| 2011 | La Reina del Sur          | El Camarón                      |
| 2010 | Mujeres al límite         | Novicio Santiago                |
| 2010 | Decisiones                | Episodio "Yo la mato"           |
| 2010 | El Clon                   | Fernando Escobar                |
| 2010 | Karabudjan                | Chico 3                         |
| 2010 | Los Victorinos            | Jonathan                        |
| 2009 | Niños ricos pobres padres | Juan Alarcón                    |
| 2008 | Padres e hijos            |                                 |

### Cine
| Año  | Título       | Personaje             |
| ---- | ------------ | --------------------- |
| 2016 | Papa Rebelde | Jorge Mario Bergoglio |
| 2009 | Límites      | Felipe                |

### Reality Shows
| Año  | Título                          | Rol                                    | Resultado     |
| ---- | ------------------------------- | -------------------------------------- | ------------- |
| 2013 | Desafío 2013: África, el origen | Participante del grupo de celebridades | 16° eliminado |